# Barna késeidenevér
A barna késeidenevér (Eptesicus fuscus) az emlősök (Mammalia) osztályának a denevérek (Chiroptera) rendjéhez, ezen belül a kis denevérek (Microchiroptera) alrendjéhez és a simaorrú denevérek (Vespertilionidae) családjához tartozó faj.

## Előfordulása
A barna késeidenevér az Amerikai Egyesült Államokban, Alaszka déli vidékén, Kanada egyes részein, Közép-Amerikában és Dél-Amerika legészakibb területein fordul elő. Floridában és Délkelet-Texasban nem lehet találkozni vele.

## Alfajai
| Alfaj              | Leírás                  | Elterjedés                       |
| ------------------ | ----------------------- | -------------------------------- |
| E. f. bahamensis   | Gerrit Smith Miller Jr. | Nassau, Bahama-szigetek, USA     |
| E. f. bernardinus  | Samuel Nicholson Rhoads | San Bernardino, Kalifornia, USA  |
| E. f. dutertreus   | Paul Gervais            | Kuba                             |
| E. f. fuscus       | Palisot de Beauvois     | Philadelphia, USA                |
| E. f. hispaniolae  | Gerrit Smith Miller Jr. | Constanza, Dominikai Köztársaság |
| E. f. lynni        | Harold H. Shamel        | Montego Bay, Jamaica             |
| E. f. miradorensis | Joel Asaph Allen        | Veracruz, Mexikó                 |
| E. f. osceola      | Samuel Nicholson Rhoads | Tarpon Springs, Florida, USA     |
| E. f. pallidus     | R. T. Young             | Boulder, Colorado, USA           |
| E. f. peninsulae   | Oldfield Thomas         | Sierra de la Laguna, Mexikó      |
| E. f. petersoni    | Gilberto Silva Taboada  | Isla de la Juventud, Kuba        |
| E. f. wetmorei     | Hartley H. T. Jackson   | Maricao, Puerto Rico             |

## Megjelenése
Az állat fej-törzs-hossza 6 centiméter, a nőstény valamivel nagyobb a hímnél; az alkar hossza 4,5-5 centiméter, farokhossza 2,5-7,5 centiméter, testtömege 14-18 gramm. Nagy termetű denevér, mérete különbözteti meg más, észak-amerikai denevérféléktől. Bundája fénylő világos rozsdabarna, a sivatagi területeken halványabb, hasalja világosabb, a szeme és orra körül húzódó sötét csík maszkhoz hasonló. Repülőhártyája fekete, az állat ezzel keríti be a zsákmányát. Alapos ápolást igényel, hogy vadászatra és repülésre alkalmas maradjon. Faroklebernyegét a denevér előrehajtja, hogy a táplálékot a repülőhártyájából a szájába juttassa.

## Életmódja
A barna késeidenevér éjszaka aktív. Tápláléka rovarokból áll. Az állat maximum 18 évig él.

## Szaporodása
Az ivarérettséget 1-2 éves korban éri el. A párzási időszak november–március között van. A vemhesség körülbelül 2 hónapig tart, ennek végén többnyire 2 utód születik. A fiatal denevérek júliusban repülnek ki először. Egy „gyerekszobában” 200-300 kölyök is lehet.